# La Parada
La Parada es una localidad del municipio de Luena (Cantabria, España). En el año 2024 contaba con una población de 9 habitantes (INE). La localidad se encuentra a 260 metros de altitud sobre el nivel del mar, y a 8 kilómetros de la capital municipal, San Miguel de Luena.
- Datos: Q5964653
- Multimedia: La Parada (Luena) / Q5964653